# روبرت جاي ريتشاردز
روبرت جاي ريتشاردز (بالإنجليزية: Robert J. Richards)‏ هو أستاذ جامعي ومؤرخ أمريكي، ولد في 1942.